# Анучин
Анучин (на японски: 秋勇留島秋勇留島 Акиюри-то:) е най-южният остров от Малката верига на Курилските острови. Влиза в състава на Курилския градски окръг на Сахалинска област на Русия. На острова се намира гранична застава, която контролира прилежащата акватория.
Принадлежността на острова се оспорва от Япония, която го включва в състава на субпрефектура Немуро от префектура Хокайдо. От гледна точка на Япония е включен в групата острови Хабомаи (Плоски острови), които са продължение на бреговата линия на японския остров Хокайдо и не се смятат за част от Курилските острови.
Има площ от 5 km2. Максималната височина е 33 m.
На острова се намира нежилищното населено място Анучино.
Островът е включен в територията на държавния природен резерват с федерално значение „Малки Курили“.
Кръстен е в чест на руския географ, антрополог и етнограф Дмитрий Николаевич Анучин.
Остров Анучин е отделен чрез пролива Юрий от остров Юрий, което се намира на 3 km на североизток и чрез пролива Танфилиев – от остров Танфилиев, намиращ се на 6 km на северозапад.
На 17 септември 2014 г., на най-южния нос на остров Анучин е сложен поклонически кръст „в чест на руското просъствие на Курилските острови, за прослава на руския Военноморски флот и географските открития, свързани с тях“. Този паметник е издигнат с участието на Московския държавен университет по геодезия и картография, Южносахалинската и Курилската епархия на Руската православна църква и Руското географско дружество в рамките на програмата „Православна експедиция“.

## Фауна
Островът се отличава с най-мекия умереноокеански климат от всички острови от Малката верига. Периодът на размножаване на гризачите продължава до края на ноември и е възможно отглеждането на топлолюбиви видове като зайци. Например, през 1946 г. на острова са внесени домашни зайци от вида чинчила. До 1955 г. те са се размножили толкова много, че е бил възможен ловът на 10 – 20 животни в рамките само на 1 – 2 часа. Въпреки това, по време на по-суровите зими, на острова по ледовете са проникнали лисици. Проведени през 1995 г. проучвания показват, че продължава да съществува тяхна популация.